# Haller József (jogász)
Haller József (Fehéregyháza, 1818. július 12. – Székelykeresztúr, 1889. július 2.) erdélyi gróf, jogász, királybíró, szabadságharcos.

## Életpályája
Apja Haller János, anyja Kleisch Zsuzsanna. 1846-ban szerzett jogi diplomát. Részt vett az 1848–49-es forradalom és szabadságharc küzdelmeiben, emiatt 1850-ben a hadbíróság kötél általi halálra és javainak elkobzására ítélte. 1852-ben az ítéletet várrabságra változtatták. 1856-ban szabadult, majd egy évre rá javait is visszakapta. A fogsága alatt felesége, Kis Anna által berendezett székelykeresztúri kúriáján élt haláláig.